# Ulrich Schubert (Chemiker, 1969)

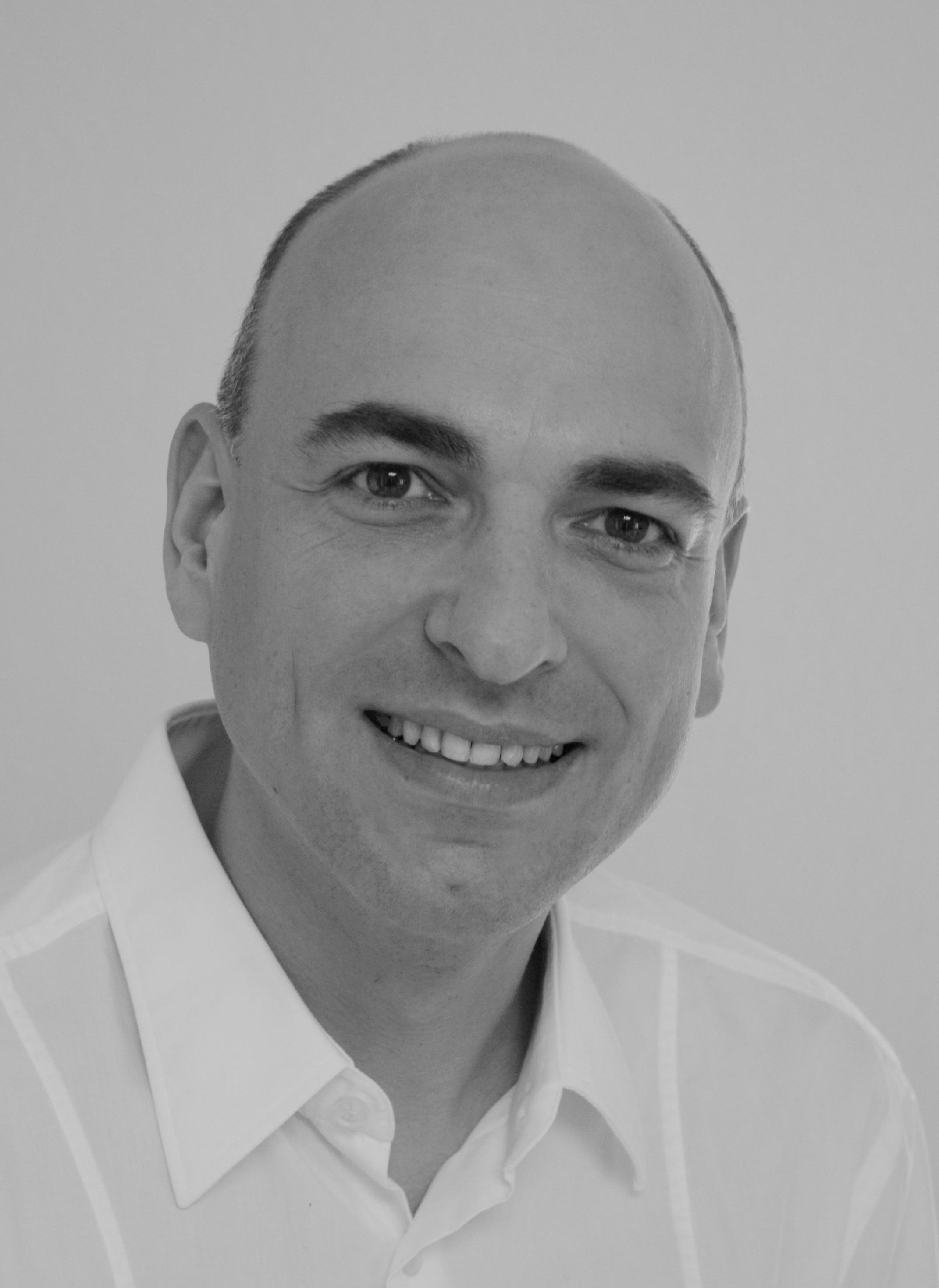
Ulrich Schubert (2009)

Ulrich Sigmar Schubert (* 17. Juli 1969 in Tübingen) ist ein deutscher Chemiker und  Lehrstuhlinhaber für organische und Makromolekulare Chemie an der Friedrich-Schiller-Universität Jena.

## Akademischer und beruflicher Werdegang
Ulrich S. Schubert studierte Chemie in Frankfurt am Main und Bayreuth, mit einem Auslandsaufenthalt in Richmond (USA), promovierte in Bayreuth mit einem Aufenthalt in Tampa, Florida (Betreuer C. D. Eisenbach und G. R. Newkome) und verbrachte einen Post-Doc-Aufenthalt in Straßburg bei Jean-Marie Lehn. Er habilitierte an der TU München bei Oskar Nuyken. Dort war er Mitinitiator für das Alpenforum des Jungchemikerforums der GDCh, einer Nachwuchsfördermaßnahme. Seine Forschungsschwerpunkte sind die makro- und supramolekulare Chemie, welche neue Materialien hervorbringt, mit Anwendungspotential u. a. in der Medizin, den Biowissenschaften und der Nanotechnologie sowie der Energieerneuerung und Energiespeicherung.
Bereits während seiner Habilitation trat Schubert 1999 die Vertretung einer C3-Professur an der Ludwig-Maximilians-Universität München am Center for NanoScience an. Im darauffolgenden Jahr erhielt er ein Heisenberg-Stipendium der Deutschen Forschungsgemeinschaft und arbeitete an der TU München. Von 2000 bis 2007 war Schubert Lehrstuhlinhaber für Makromolekulare Chemie und Nanowissenschaften an der Eindhoven University of Technology. In der Zeit von 2003 bis 2014 war er am Dutch Polymer Institute Scientific Chairman des Bereiches HTE sowie ab 2005 Vorstandsmitglied des Bereichs Cooperate Research. Von 2007 bis 2010 übernahm Schubert eine Teilzeit-Professur für Makromolekulare Chemie und Nanowissenschaft der Eindhoven University of Technology, da er ab diesem Zeitpunkt ebenso eine W3-Professur für Organische und Makromolekulare Chemie an der Friedrich-Schiller-Universität Jena antrat.
Neben der Leitung seines Lehrstuhls seit 2007 bekleidete er an der Friedrich-Schiller-Universität Jena verschiedene Funktionen, u. a. als Direktor des Institutes für Organische Chemie und Makromolekulare Chemie (IOMC; 2007–2013, und 2019–2022), Sprecher des Forschungsschwerpunktes Innovative Materialien und Technologien (2008–2014), Prodekan und Dekan der Chemisch-Geowissenschaftlichen Fakultät (2010–2017), Vize-Sprecher der Profillinie Light (2014–2019), Mitglied im Senat der FSU Jena (seit 2019), Mitglied im Vermittlungsausschuss als Vertreter der Hochschullehrer im Senat und Vorsitzender von zwölf Berufungskommissionen.
Darüber hinaus ist Schubert (Gründungs-)Direktor der an der Friedrich-Schiller-Universität Jena angegliederten Zentren Jena Center for Soft Matter (JCSM, seit 2010) und Center for Energy and Environmental Chemistry Jena (CEEC Jena, seit 2014), wo er auch Mitglied im Planungsteam für die Neubauten CEEC Jena II und AWZ CEEC Jena ist.
Schubert initiierte fünf Firmenausgründungen sowie zwei Ansiedelungen und ist Gründungsbotschafter des K1-Gründerservice der FSU Jena. Er hält 52 Patente oder Patentanmeldungen, von denen 35 transferiert wurden.
Zudem ist er Mitglied in International Advisory Boards von zehn wissenschaftlichen Zeitschriften, Gast-Editor von 14 Sonderheften bzw. Büchern und zwei spezialisierten Lehrbüchern. Besondere Aufmerksamkeit erregte im Oktober 2015 eine Publikation im Wissenschaftsjournal Nature, in dem eine neue metallfreie Redox-Flow-Batterie vorgestellt wurde, die auf Kunststoffen als Aktivmaterialien basiert.
Außerdem fungierte Schubert als (Co-)Organisator von mehr als 25 internationalen Workshops, Symposia und Tagungen.
Im März 2020 kandidierte er neben Simone Fulda und Ursula M. Staudinger für das Amt des Rektors bzw. der Rektorin der TU Dresden.
Er gehörte im Frühjahr 2011 laut der britischen Chemikergesellschaft Royal Society of Chemistry zu den 600 weltweit einflussreichsten Chemikern. Mit mehr als 1.050 wissenschaftlichen Publikationen, 48.900 Zitierungen (Google Scholar 65.500) und einem h-Index von 101 (Google Scholar 116) ist Schubert einer der führenden Chemiker und Materialwissenschaftler weltweit.
Er ist verheiratet mit Stephanie Schubert und Vater von fünf Kindern.

## Koordination von wissenschaftlichen Verbund-Programmen
Ulrich S. Schubert verantwortete die Koordination folgender Verbund-Programme:
- 2009–2014: Co-Koordinator Spitzencluster PhoNa (BMBF, EUR 10 Mio.)[8]
- 2009–2020: Koordinator von drei ProExzellenz-Programmen und Antragsteller für zwei ProExzellenz-Professuren, Freistaat Thüringen (ges. EUR 4,5 Mio.)
- 2011–2017: Koordinator Schwerpunktprogramm "Selbstheilende Materialien" (SPP 1568), DFG (EUR 12 Mio.)
- seit 2017: Sprecher Sonderforschungsbereich SFB 1278 (EUR 10 Mio.)[9]
- Seit 2019: Principal Investigator und Research Area Coordinator Exzellenzcluster (EXC) Balance of the Microverse im Rahmen der Exzellenzstrategie des Bundes und der Länder (DFG / Wissenschaftsrat)
- Seit 2019: Koordinator EU ITN POLYSTORAGE (EUR 4 Mio.)[10]
- Seit 2020: Koordinator Schwerpunktprogramm Polymer-basierte Batterien (SPP 2248), DFG (EUR 12 Mio.)[11]

Das eingeworbene Drittmittelvolumen beträgt seit 2007 insgesamt 60 Millionen Euro. Darüber hinaus war Schubert federführend an Neubauvorhaben der Universität im Gesamtvolumen von 130 Millionen Euro beteiligt.

## Wissenschaftsbezogene Tätigkeiten außerhalb Jenas
- 2003/2004: Gastprofessur Université Catholique de Louvain, Belgien
- Seit 2008: Mitglied im Kuratorium des Fraunhofer-Institutes ENAS Chemnitz
- Seit 2012: Mitglied Jury Innovationspreis Thüringen, 2019 Vorsitzender der Jury
- 2013–2020: Mitglied des Vorstandes der Fachgruppe Makromolekulare Chemie der Gesellschaft Deutscher Chemiker (GDCh), seit 2015 stellvertr. Vorstand
- Seit 2014: Beiratsvorsitzender BMBF zwanzig20 Konsortium smart3, Dresden[12]
- Seit 2015: Mitglied Scientific Advisory Board PolyMAT, San Sebastian, Spanien
- 2016–2020: Fachkollegiat Fach 306-03 (Polymermaterialien) der DFG, stellvertretender Sprecher des Fachkollegiums 306 (Polymerforschung), für 2020–2024 wiedergewählt als Fachkollegiat
- Seit 2017: Auswärtiges Wissenschaftliches Mitglied des Max-Planck-Institutes für Kolloid- und Grenzflächenforschung in Potsdam und Wissenschaftliches Mitglied der Max-Planck-Gesellschaft
- 2018: Gastprofessur Université Bordeaux, Frankreich
- Seit 2018: Mitglied wissenschaftlicher Beirat des Leibniz Instituts DWI Aachen[13]
- Seit 2018: Mitglied der Auswahlkommission des Catalan Institution for Research and Advanced Studies (ICREA), Spanien
- 2019: Mitglied im Beirat des Bayerischen Zentrums für Batterietechnik (BayBatt) der Universität Bayreuth[14]

## Auszeichnungen und Preise
- 1996: Bayerischer Habilitations-Förderpreis 1996 (Zehetmair-Preis)
- 1998: Habilitationspreis der Fachgruppe Makromolekulare Chemie der Gesellschaft Deutscher Chemiker (GDCh)
- 2004: VICI Preis (EUR 1,5 Mio.) der Nederlandse Organisatie voor Wetenschappelijk Onderzoek (NWO), Niederlande
- 2009: Jan Pieter Lemstra Innovation Award, DPI, Niederlande
- 2010: International Biannual BPG Award, Belgian Polymer Group, Belgien
- 2013: Molecular Science Forum Professorship, Institute of Chemistry, Chinese Academy of Science (CAS), China
- 2013: Polymer Division Fellow, ACS Division of Polymer Chemistry, USA
- 2014: Fellow (FRSC), Royal Society of Chemistry, UK
- 2015: IQ Innovationspreis Mitteldeutschland, JenaBatteries GmbH (Ausgründung)
- Seit 2015: "Highly cited researcher", ISI Thomson Reuter / Clarivate Analytics
- Seit 2015: Mitglied Auswahlkommission Liebig Gedenkmünze der GDCh
- 2015: Thüringer Innovationspreis, SmartDyeLivery GmbH (Ausgründung)
- 2016: Gewähltes Mitglied Deutschen Akademie der Technikwissenschaften (acatech)
- 2017: Thüringer Forschungspreis für Angewandte Forschung
- 2017: Fellow der National Academy of Inventors (NAI), USA
- 2018: Verdienstkreuz am Bande, Bundesrepublik Deutschland (Bundesverdienstkreuz), verliehen durch Bundespräsident Steinmeier[15]
- 2019: Hochschullehrer des Jahres, Deutscher Hochschulverband / DIE ZEIT[16]
- 2019: Kulturpreis der Stadt Bayreuth (für das Bayreuther Osterfestival)[17]

## Ehrenamtliche Tätigkeiten
Ulrich S. Schubert ist Stifter/Gründer und Vorstandsvorsitzender der Kultur- und Sozialstiftung Internationale Junge Orchesterakademie. Ziel der Stiftung ist neben der Völkerverständigung und Nachwuchsförderung im professionellen musischen Bereich ebenso die Unterstützung krebs- und schwerstkranker Kinder, indem die Konzertspenden und der Erlös des Verkaufs einer Benefiz-CD diesem Zweck zugutekommen.
1994 gründete er zusammen mit Andreas Göldel, August Everding und Sir Charles Mackerras die Internationale Junge Orchesterakademie (IJOA), bei der jährlich circa 120 Musiker aus 35 Nationen zusammenkommen. Zwischen 1995 und 2019 organisierte Schubert 700 Benefizkonzerte in Bayern, Sachsen, Thüringen, Nordrhein-Westfalen sowie in der Slowakischen Republik und produzierte 24 CD-Einspielungen (davon elf mit dem Radiosender BR-Klassik). Hierdurch konnten 1,5 Millionen Euro zugunsten krebskranker Kinder gespendet werden. Die Schirmherrschaften übernahmen u. a. die Ministerpräsidenten Michael Kretschmer und Markus Söder, Bundespräsident Horst Köhler und EU-Kommissionspräsident José Manuel Barroso.
Seine musikalische Ausbildung als Klarinettist erhielt Ulrich S. Schubert in Frankfurt, Richmond und Tampa (beide USA). Kammermusikkurse führten ihn zum Abegg-Trio, Hagen-Quartett, Amadeus-Quartett, Jan Doormann und Francois Benda. Er konzertierte in Europa und den USA.
Seit Mai 2019 ist Schubert Mitglied im Stadtrat Jena (partei- und fraktionslos).
Schubert kandidierte bei der Landtagswahl in Thüringen 2024 für die CDU Thüringen als Direktkandidat im Wahlkreis Jena I, verfehlte jedoch den Einzug in den Landtag.

## Wichtige Publikationen
Publikationen von Ulrich Schubert bei Google Scholar
- T. Hagemann, M. Strumpf, E. Schröter, C. Stolze, M. Grube, I. Nischang, M. D. Hager, Ulrich S. Schubert*: A (2,2,6,6-tetramethylpiperidin-1-yl)oxyl-containing zwitterionic polymer as catholyte species for high-capacity aqueous polymer redox flow batteries. In: Chem. Mater. 2019, 31, 7987 – 7999, doi: 10.1021/acs.chemmater.9b02201
- C. Stolze, J. Meurer, M. D. Hager, Ulrich S. Schubert*: An amperometric, temperature-independent, and calibration-free method for the real-time state-of-charge monitoring of redox flow battery electrolytes. In: Chem. Mater. 2019, 31, 5363 – 5369, doi: 10.1021/acs.chemmater.9b02376
- C. Englert, I. Nischang, C. Bader, P. Borchers, J. Alex, M. Proehl, M. Hentschel, M. Hartlieb, A. Traeger, G. Pohnert, S. Schubert, M. Gottschaldt*, U. S. Schubert*: Photo-induced release from nano- and microparticle containers. In: Angew. Chem. Int. Ed. 2018, 57, 2479 – 2482, doi: 10.1002/anie.201710756
- R. Tepper, S. Bode, R. Geitner, M. Jaeger, H. Goerls, J. Vitz, B. Dietzek, M. Schmitt, J. Popp, M. D. Hager*, U. S. Schubert*: Polymeric halogen bond based donor systems showing self-healing behavior in thin films. In: Angew. Chem. Int. Ed. 2017, 56, 4047 – 4051, doi: 10.1002/anie.201610406
- A.Wild, M. Strumpf, B. Haeupler, M. D. Hager, U. S. Schubert*: All-organic battery composed of thianthrene- and TCAQ-based polymers. In: Adv. Energy Mater. 2017, 7, 1601415, doi: 10.1002/aenm.201601415
- J. Winsberg, C. Stolze, S. Muench, F. Liedl, M. D. Hager, U. S. Schubert*: TEMPO/phenazine combi-molecule – A redox-active material for symmetric aqueous redox-flow batteries. In: ACS Energy Lett. 2016, 1, 976 – 980, doi: 10.1021/acsenergylett.6b00413
- J. Winsberg, T. Janoschka, S. Morgenstern, T. Hagemann, S. Muench, M. Billing, F. H. Schacher, G. Hauffman, J.-F. Gohy, M. D. Hager, U. S. Schubert*: Poly(TEMPO)/zinc hybrid-flow battery – A novel ‘green’, high voltage and safe energy storage system. In: Adv. Mater. 2016, 28, 2238 – 2242. doi: 10.1002/adma.201505000
- N. Kuhl, S. Bode, R. K. Bose, J. Vitz, S. Hoeppener, S. J. Garcia, S. van der Zwaag,  M. D. Hager*, U. S. Schubert*: Acylhydrazones as reversible covalent crosslinkers for self-healing polymers. In: Adv. Funct. Mater. 2015, 25, 3295 – 3301, doi: 10.1002/adfm.201501117
- Tobias Janoschka, Norbert Martin, Udo Martin, Christian Friebe, Sabine Morgenstern, Hannes Hiller, Martin D. Hager, Ulrich S. Schubert: An aqueous, polymer-based redox-flow battery using non-corrosive, safe, and low-cost materials. In: Nature. 527, 2015, S. 78, doi:10.1038/nature15746
- Adrian T. Press, Anja Traeger u. a.: Cell type-specific delivery of short interfering RNAs by dye-functionalised theranostic nanoparticles. In: Nature Communications. 5, 2014, S. 5565, doi:10.1038/ncomms6565.
- Almut M. Schwenke, Steffi Stumpf, Stephanie Hoeppener, Ulrich S. Schubert: Free-Standing Carbon Nanofibrous Films Prepared by a Fast Microwave-Assisted Synthesis Process. In: Advanced Functional Materials. 24, 2014, S. 1602–1608, doi:10.1002/adfm.201301749.
- Tobias Janoschka, Anke Teichler, Bernhard Häupler, Thomas Jähnert, Martin D. Hager, Ulrich S. Schubert: Reactive Inkjet Printing of Cathodes for Organic Radical Batteries. In: Advanced Energy Materials. 3, 2013, S. 1025–1028, doi:10.1002/aenm.201300036.
- Markus J. Barthel, Tobias Rudolph u. a.: Self-Healing Materials via Reversible Crosslinking of Poly(ethylene oxide)-block-Poly(furfuryl glycidyl ether) (PEO-b-PFGE) Block Copolymer Films. In: Advanced Functional Materials. 23, 2013, S. 4921–4932, doi:10.1002/adfm.201300469.
- Stefan Bode, Linda Zedler u. a.: Self-Healing Polymer Coatings Based on Crosslinked Metallosupramolecular Copolymers. In: Advanced Materials. 25, 2013, S. 1634–1638, doi:10.1002/adma.201203865.
- George R. Whittell, Martin D. Hager u. a.: Functional soft materials from metallopolymers and metallosupramolecular polymers. In: Nature Materials. 10, 2011, S. 176–188, doi:10.1038/nmat2966.